# Yann Cucherat
Yann Cucherat (Lyon, 2 de outubro de 1979) é um ginasta francês que compete em provas de ginástica artística. 
A carreira gímnica de Yann iniciu-se em 1995, no Campeonato Europeu Júnior, no qual conquistou o bronze por equipes. Entre seus maiores êxitos estão duas medalhas de ouro no Campeonato Júnior Nacional, uma prata e dois bronzes no Europeu Júnior e o pentacampeonato do concurso geral, acrescido do hepta-campeonato das barras paralelas no Nacional Sênior Francês, no qual totaliza 21 conquistas. Em Copas do Mundo, o atleta ainda fora medalhista em dez ocasiões.
Nas maiores competições continentais e mundiais, Cucherat soma sete medalhas europeias - em cinco edições entre 2004 e 2009 -, com um ouro nas paralelas, duas medalhas em campeonatos mundiais - em duas edições entre 2001 e 2005 - e três participações olímpicas - Sydney 2000, Atenas 2004 e Pequim 2008 -, com três finais das barras paralelas.
Para Cucherat, a ginástica é uma prática de perfeição não obsessiva, que o exige sempre e o completa e o molda física e eticamente.